# Charlotte Sometimes
Jessica Charlotte Poland, född 15 januari 1988 i Wall Township, mer känd under sitt artistnamn Charlotte Sometimes, är en amerikansk sångare.

## Karriär
Jessica Charlotte Polands debutalbum Waves and the Both of Us släpptes den 6 maj 2008. Albumet låg en vecka på Billboard 200 på plats 145. Den 14 maj 2010 släpptes EP-skivan Sideways. Hon släppte ännu en EP den 18 augusti 2011 med titeln The Wait. År 2012 deltog hon i den andra säsongen av den amerikanska versionen av TV-programmet The Voice. Bland hennes kändare låtar finns singeln "How I Could Just Kill a Man" vars officiella musikvideo hade 350 000 visningar på YouTube i september 2012.

## Diskografi
Album
- 2008 – Waves and the Both of Us

EPs
- 2008 – Charlotte Sometimes
- 2010 – Sideways
- 2011 – The Wait
- 2012 – Circus Head
- 2014 – By Request

Singlar
- 2008 – "How I Could Just Kill a Man"
- 2012 – "Apologize"
- 2012 – "Pumped Up Kicks"
- 2012 – "Misery Business"
- 2012 – "Brilliant Broke and Beautiful"
- 2014 – "Magic"